# Vortice di Naruto

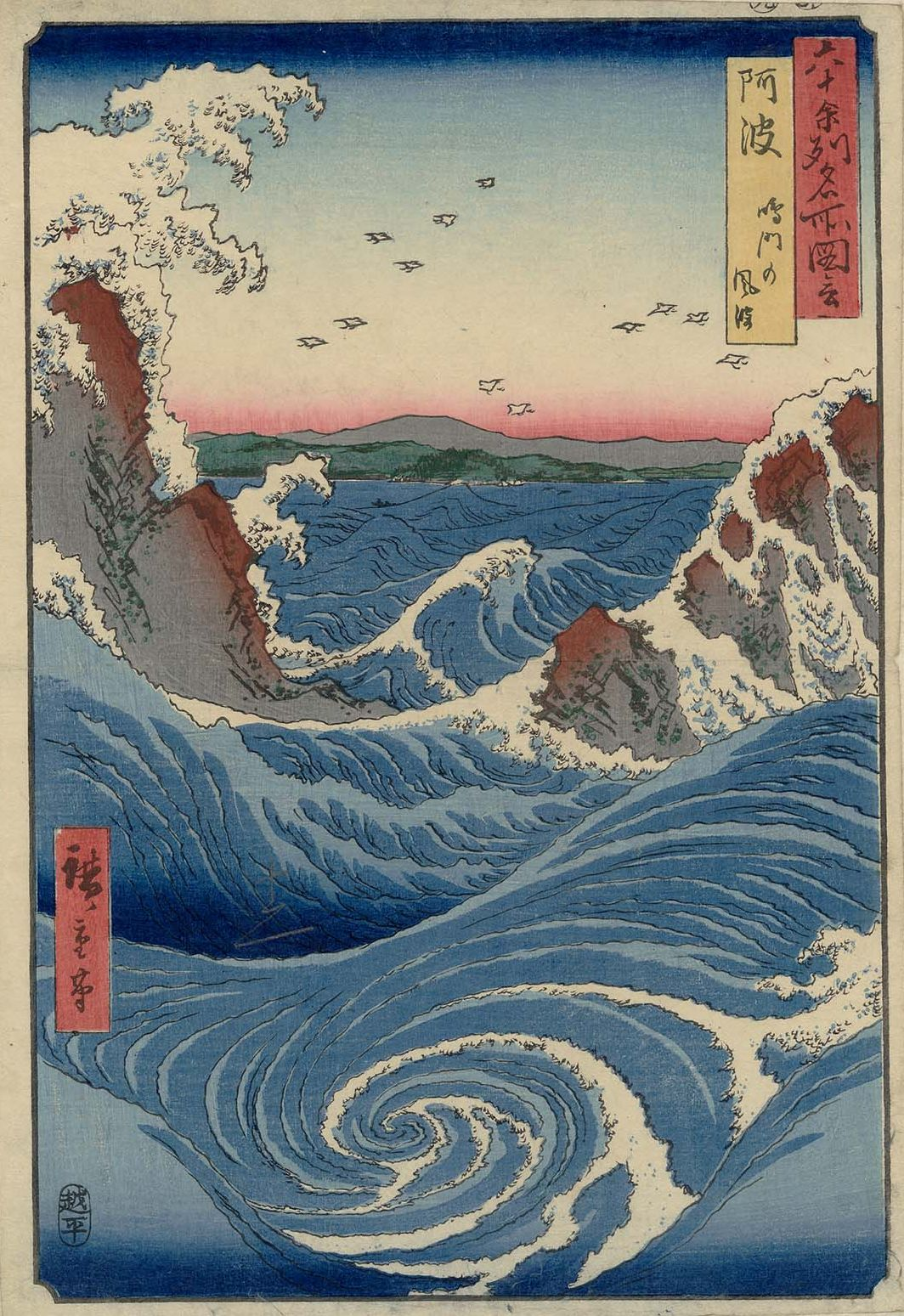
Il vortice di Naruto in una stampa ukiyo-e di Hiroshige, tratta dalla serie delle Vedute famose di oltre sessanta province (1855).

Il vortice di Naruto (鳴門の渦潮?, Naruto no uzushio) è un fenomeno, legato alle maree, che si manifesta nello stretto di Naruto, in Giappone. È considerato uno dei tre grandi vortici del Giappone (日本三大 急潮?, Nihon sandai kyūshio) insieme a quello dello stretto di Kanmon (関門海峡?, Kanmon kaikyō) e dello stretto di Kurushima (来島海峡?, Kurushima kaikyō).
Nel 2012 è stato creato un comitato per la proposta di riconoscimento del vortice di Naruto come patrimonio dell'umanità dell'UNESCO, il Hyōgo/Tokushima “Naruto no Uzushio” seikaiisan tōroku suishin kyōgi-kai (兵庫・徳島『鳴門の渦潮』世界遺産登録推進協議会?).

## Caratteristiche

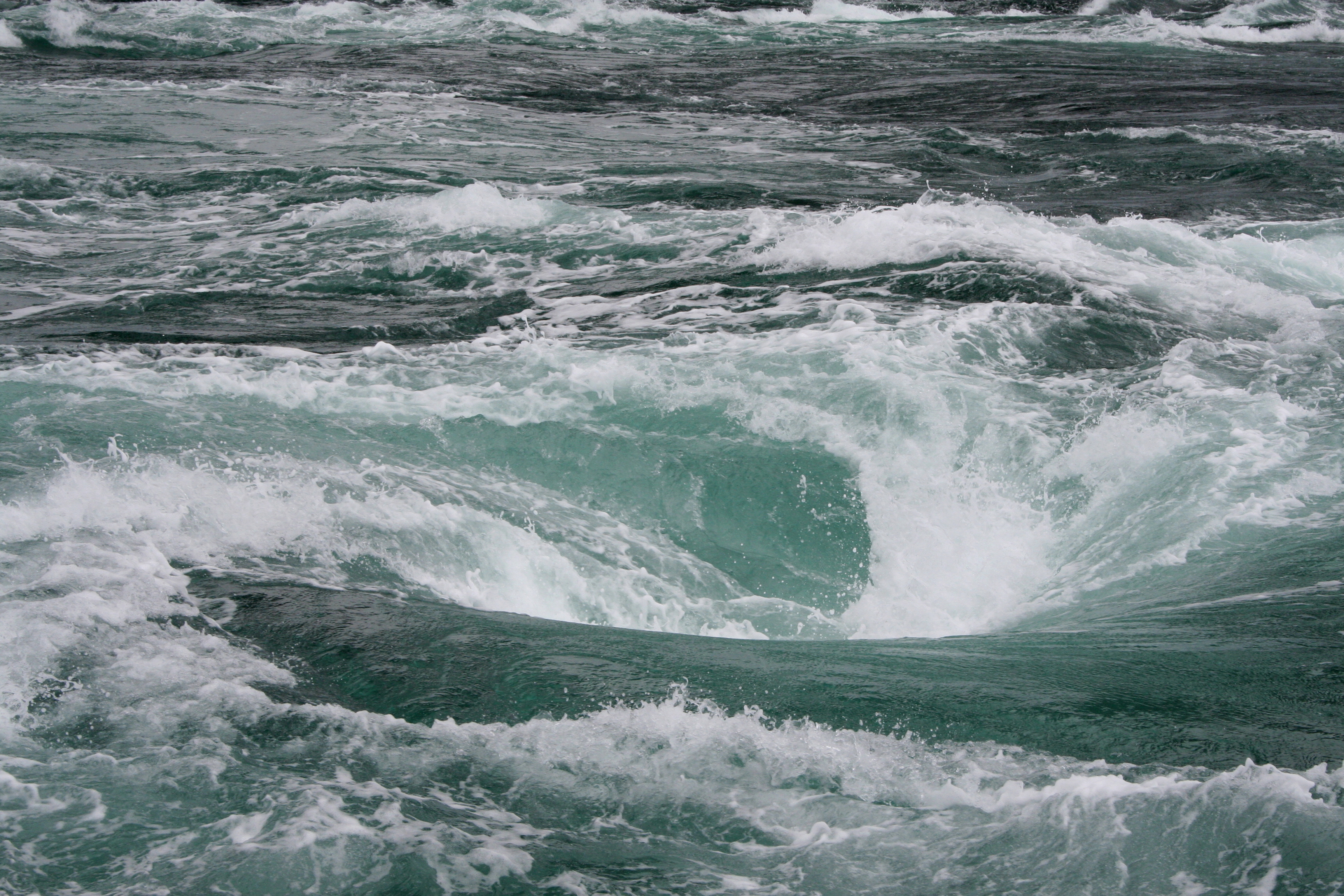
Il vortice di Naruto.

Lo stretto di Naruto ha una larghezza di circa 1,3 km ed è uno dei collegamenti fra l'Oceano Pacifico e il mare interno di Seto, che separa le isole di Honshū e Shikoku, due delle quattro isole maggiori del Giappone. La marea, due volte al giorno, riversa nello stretto grandi quantità d'acqua e ne rimuove altrettanta.
Questo crea, quindi, una differenza di circa 1,5 metri nel livello del mare fra il Mare Interno e l'Oceano Pacifico; a causa della scarsa ampiezza dello stretto, l'acqua scorre lungo il canale a una velocità di circa 13–15 km/h quattro volte al giorno, due volte in entrata e due volte in uscita. Durante le maree primaverili, la velocità della corrente può raggiungere i 20 km/h, creando un vortice di circa 20 m di diametro.
La corrente nello stretto è la più veloce in Giappone e la quarta nel mondo dopo lo Saltstraumen al largo di Bodø in Norvegia (massima velocità: ca. 37 km/h), il Moskstraumen nei pressi delle isole Lofoten in Norvegia (massima velocità: 27,8 km/h) e l'Old Sow fra Nuovo Brunswick e il Maine (massima velocità: 27,7 km/h).

### Osservazione
I vortici possono essere osservati da barche o dal ponte Ōnaruto che attraversa lo stretto. Un altro buon punto di osservazione può essere la spiaggia dell'isola di Awaji.

## Storia
Il vortice è stato un soggetto paesaggistico rappresentato da diversi artisti come Utagawa Hiroshige, i suoi epigoni Hiroshige II (二代目 歌川広重?, Nidaime Utagawa Hiroshige) e Hiroshige III (三代目 歌川 広重?, Sandaime Hiroshige Utagawa), e Takeji Fujishima.  Hiroshige in particolare incluse lo stretto di Naruto nella sua raccolta di stampe Rokujūyoshū Meisho Zue (六十余州名所図会?), una serie dedicata alle vedute più famose delle allora 68 province del Giappone più una veduta della capitale Edo.
Nel 1927 il vortice di Naruto venne incluso nei Nihonhyakkei (日本百景?), una selezione di cento celebri siti panoramici del Giappone fatta all'inizio dell'era Showa. Nel 2009 venne nuovamente annoverato tra i 100 paesaggi giapponesi particolarmente rappresentativi nella lista Heiseihyakkei (平成百景?).
Nel 1997 il Ministero dell'Ambiente giapponese promosse un'iniziativa contro l'inquinamento acustico, chiamata Nihon no oto-fū kei hyaku sen (日本の音風景100選?), in cui vennero selezionati i 100 paesaggi sonori del Giappone, tra questi compare anche il suono del vortice di Naruto.

## Curiosità
Si pensa che il vortice di Naruto abbia dato il nome a un tipo di kamaboko, il narutomaki (鳴門巻き?), una preparazione a base di pesce molto usata nel ramen che, una volta affettata, ha un caratteristico disegno a spirale. Il termine naruto viene usato anche per indicare il segno chiocciola (@) in giapponese, a causa della forma a spirale che ricorda il vortice.